# Phasicnecus flava
Phasicnecus flava är en fjärilsart som beskrevs av Ugo Dall'asta och Poncin 19980. Phasicnecus flava ingår i släktet Phasicnecus och familjen Eupterotidae. Inga underarter finns listade i Catalogue of Life.